# Аварійна авіаційна турбіна

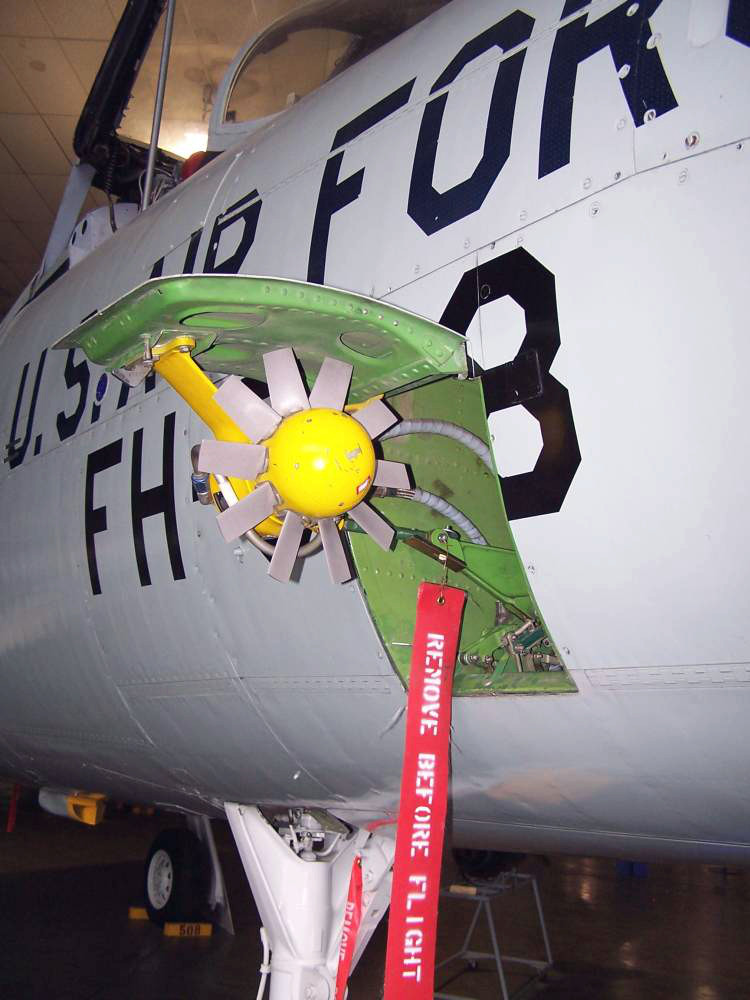
Аварійна турбіна на винищувачі-бомбардувальнику F-105 Thunderchief

Аварійна авіаційна турбіна (англ. ram air turbine, RAT) — невеликий пропелер з електричним генератором, призначений для аварійного електроживлення літаків.
Аварійна турбіна автоматично випускається зі спеціального відсіку в корпусі при відмові основного і запасного джерел електрики. Розкручувана набігаючим потоком повітря, вона здатна виробляти електричний струм для живлення критично важливих систем літального апарата.
Спочатку аварійні турбіни встановлювали в основному на військових літаках, оскільки на них вище ризик виходу з ладу джерел електроживлення, проте з часом цивільні повітряні судна також почали обладнуватися аварійними турбінами (частіше дво- або чотирило́патними).
Найбільший діаметр має аварійна турбіна, встановлена на Аеробусі A380 — 1,63 м, на інших цивільних літаках, габарити цього агрегату лежать, звичайно, в межах 80 см, а на військових літаках — і того менше.
Також такі турбіни застосовуються в літаках, призначених для опилення полів — немає необхідності ставити вал відбору потужності, двигун залишається немодифікованим, і літак проходить допуск до експлуатації. Крім того, це спрощує систему трубопроводів з небезпечним вмістом.